# Festival Internacional de Cine de Panamá
El Festival Internacional de Cine de Panamá (conocido como IFF Panamá) es un festival de cine en su mayoría Iberoamericano que se realiza anualmente en la Ciudad de Panamá, desde 2012.  Es considerado una vitrina audiovisual que fomenta la evolución del cine nacional y contribuye a la difusión  del cine iberoamericano.
En su séptima edición en 2018 se mostraron 74 películas de 51 países.  La película ganadora del Óscar a mejor película extranjera Una mujer fantástica inauguró esta edición del festival y contó con la participación de su protagonista Daniela Vega.
Las películas presentadas en el IFF se destacan por haber sido galardonadas en prestigiosos festivales como Cannes, Toronto, Venecia, San Sebastián y Berlín. En 2016 asistieron 38 mil personas y en  2017 31 mil personas.

## Programas

### Primera mirada
Programa que apoya a películas en etapa de postproducción en América Central y el Caribe.
Ganadores 2018:
- Primer lugar: En la Caliente, Productor: Fabien Pisani
- Segundo lugar: Días de Luz. Productora: Isabella Gálvez

### Programa educativo
Actividades formativas (Charlas, paneles y talleres)y de apoyo a la industria cinematográfica.

## Ediciones

### 2019
4 al 10 de abril

### 2018
5 a 11 de abril
Película que abrió el festival: Una Mujer Fantástica, Chile, 104 min

### 2017
30 de marzo a 5 de abril
Película que abrió el festival: La Jota, España, 90 min

### 2016
7 a 13 de abril

### 2015
9 a 15 de abril

### 2014
3 -9 de abril

### 2013
11-17 de abril
Película que abrió el festival: Blancanieves, España, 104 min

### 2012
26 de abril a 2 de mayo
Película que abrió el festival: Heleno, Brasil, 116 min. 

## Sedes
Las proyecciones del IFF se desarrollan en distintos puntos de la Ciudad de Panamá. Algunas de sus sedes han sido:  
- Teatro Nacional
- Teatro Anita Villaláz
- Teatro Balboa
- Cinépolis Multiplaza
- Teatro Gladys Vidal
- Ateneo Ciudad del Saber

- Espacios públicos

Mirador del Pacífico, Cinta Costera 2.